# Prometheus
Prometheus és una pel·lícula de ciència-ficció i terror de l'any 2012 dirigida per Ridley Scott i escrita per Jon Spaihts i Damon Lindelof. És protagonitzada per Noomi Rapace, Michael Fassbender, Guy Pearce, Idris Elba, Logan Marshall-Green i Charlize Theron. La història se situa a finals del segle xxi, i se centra en la tripulació de la nau Prometheus, que segueix un mapa estel·lar descobert entre les restes de diverses cultures antigues de la terra. La tripulació, que cerca els orígens de la humanitat, arriba a un món llunyà i descobreix una civilització avançada, així com una amenaça que podria causar l'extinció de l'espècie humana. Aquesta pel·lícula ha estat doblada i subtitulada al català.
El desenvolupament de la pel·lícula va començar a principis dels anys 2000 com a cinquè episodi en la franquícia d'Alien. Ridley Scott i el director James Cameron van desenvolupar idees per a un film que serviria com a preqüela de la pel·lícula de ciència-ficció i terror Alien, dirigida per Scott. El 2003, el desenvolupament de la pel·lícula Alien vs Predator va prendre prioritat, i el projecte de Prometheus va quedar inactiu fins a 2009, quan Scott va tornar a mostrar-hi interès. Spaihts va escriure un guió per a la preqüela dels esdeveniments d'Alien, però Scott va optar per una direcció diferent per evitar massa semblances amb les pel·lícules anteriors. A finals de 2010, Lindelof es va unir al projecte per reescriure el guió de Spaihts, i ell i Scott van desenvolupar una història que precedeix la d'Alien, però no està directament connectat amb la franquícia. Segons Scott, tot i que la pel·lícula comparteix "cadenes d'ADN amb Alien, per dir-ho d'alguna manera", i té lloc en el mateix univers, Prometheus explora la seva pròpia mitologia i idees.
Prometheus va entrar en fase de producció l'abril de 2010, amb extenses fases de disseny durant les quals es van desenvolupar la tecnologia i les criatures que la pel·lícula requeria. Es va començar a gravar el març de 2011, amb un pressupost estimat d'entre 120 i 130 milions de dòlars. El projecte va ser gravat usant càmeres 3D, principalment en sets de rodatge, i en localitzacions a Anglaterra, Islàndia, Espanya i Escòcia. Es va promoure amb campanyes de màrqueting que incloïen activitats virals al web. Es van publicar tres vídeos en què es mostraven els actors principals interpretant els corresponents personatges i expandint elements de l'univers fictici. En general van tenir una rebuda positiva. Prometheus es va estrenar l'1 de juny de 2012 al Regne Unit, el 8 de juny a l'Amèrica del Nord i el 3 d'agost a Espanya. Va recaptar més de 403 milions de dòlars arreu del món. Les crítiques van elogiar tant el disseny estètic visual de la pel·lícula com l'actuació, en especial la de Fassbender com a l'androide David. Tanmateix, l'argument va despertar respostes variades dels crítics, que van trobar que certs elements de l'argument quedaven sense resoldre o eren massa previsibles.

## Argument
Mentre una nau espacial parteix d'un món semblant a la Terra, un alienígena humanoide es beu un líquid fosc efervescent i es comença a desintegrar. Les restes cauen per una cascada i el seu ADN desencadena una reacció biogenètica.
El 2089, els arqueòlegs Elizabeth Shaw i Charlie Holloway descobreixen a Escòcia un antic mapa estel·lar que concorda amb diversos altres mapes trobats en restes de cultures antigues sense cap connexió entre elles. Ho interpreten com una invitació dels avantpassats de la humanitat, els "Enginyers". Peter Weyland, l'ancià director general de Weyland Corporation, finança una expedició per a seguir el mapa fins al satèl·lit LV-223 amb la nau d'exploració científica Prometheus. La tripulació viatja en hiperson mentre l'androide David supervisa el viatge. Quan arriben, el 2093, s'informa la tripulació sobre la missió de trobar els Enginyers. La directora de la missió, Meredith Vickers, ordena que cap membre de la tripulació faci contacte sense el seu permís.
La nau Prometheus aterra en una superfície muntanyosa estèril prop d'una gran estructura artificial, que l'equip explora. Dins, hi troben nombrosos cilindres de pedra, una estàtua monolítica d'un cap humanoide i el cos decapitat d'un gran alienígena, que creuen que és un Enginyer. Shaw recupera el cap. També troben altres cossos morts, de forma que l'equip creu que l'espècie s'ha extingit. Els membres de la tripulació Millburn i Fifield comencen a sentir-se incòmodes amb la veritable naturalesa de la missió i intenten tornar a la nau Prometheus, però es perden en l'estructura. L'expedició s'afanya, ja que una tempesta que s'apropa ràpidament els força a tornar a la nau. En David agafa secretament un cilindre, i la resta comencen a secretar un líquid negre. Un cop al laboratori de la nau, descobreixen que l'ADN dels Enginyers concorda amb el dels humans. D'altra banda, David investiga el cilindre i el líquid fosc que conté. Intencionalment, contamina una beguda amb el líquid negre i el dona a Holloway, que no se n'adona, després de dir que faria qualsevol cosa per tal de trobar respostes. Poc després, Shaw i Holloway mantenen relacions sexuals.
Dins l'estructura, una criatura similar a una serp mata en Millburn i ruixa en Fifield amb un líquid corrosiu, que li fon el casc. En Fifield cau i la seva cara entra en contacte amb un bassal del líquid negre. Quan la tripulació torna, troben el cos d'en Millburn. En David descobreix per separat una sala de control que conté un Enginyer supervivent en hiperson, i un mapa estel·lar que assenyala la Terra. Mentrestant, en Holloway emmalalteix ràpidament. Intenten portar-lo ràpidament a la nau Prometheus, però Vickers refusa deixar-la entrar i el crema fins a la mort amb un llançaflames. Més tard, un examen mèdic mostra que Shaw, tot i ser estèril, està embarassada. Tement el pitjor, Shaw utilitza una càpsula mèdica automatitzada per extreure una criatura similar a un calamar del seu abdomen. Shaw descobreix que Weyland ha estat tota l'estona a bord de la nau Prometheus en hiperson. Weyland li explica que vol demanar als Enginyers com prevenir la seva mort. Mentre Weyland es prepara per anar a l'estructura, Vickers es dirigeix a Weyland com a "pare".
Un Fifield mutant monstruós ataca l'hangar de Prometheus i mata diversos membres de la tripulació abans de ser matat. El capità de la nau Prometheus, Janek, especula que l'estructura podria ser una instal·lació militar que va perdre el control d'una virulenta arma biològica: el líquid fosc. També determina que l'estructura alberga una nau espacial. Weyland i l'equip tornen a l'estructura, acompanyats per Shaw. David desperta l'Enginyer de l'hiperson i li parla, intentant explicar-li què vol en Weyland. L'Enginyer respon decapitant en David i matant a Weyland i el seu equip abans de reactivar la nau. Shaw alerta en Janek que l'Enginyer pretén alliberar el líquid a la Terra, i el convenç perquè aturi la nau. En Janek allibera el bot salvavides i accelera la nau Prometheus de cara a la nau alienígena, sacrificant-se a ell i a dos membres més de la tripulació. Vickers escapa en una càpsula d'emergència. La nau de l'Enginyer s'estavella contra terra i aixafa a Vickers. Shaw es dirigeix al bot salvavides i descobreix que l'alienígena que s'havia extret de l'abdomen ha crescut fins a unes proporcions enormes. El cap encara actiu d'en David alerta a Shaw que l'Enginyer ha sobreviscut. L'Enginyer força l'entrada del bot salvavides i ataca Shaw, qui allibera el seu "descendent" alienígena. L'alienígena introdueix un ovipositor per la gola de l'Enginyer, i el domina. Shaw recupera les restes d'en David i, amb la seva ajuda, llança una altra nau d'Enginyers. La seva intenció és arribar al planeta natal dels Enginyers i intentar esbrinar per què van intentar destruir la humanitat.
Al bot salvavides, una criatura semblant a la vista a la pel·lícula Alien surt del pit de l'Enginyer.

## Repartiment
- Noomi Rapace: Elizabeth Shaw
- Michael Fassbender: David
- Charlize Theron: Meredith Vickers
- Idris Elba: Janek
- Guy Pearce: Peter Weyland
- Logan Marshall-Green: Charlie Holloway
- Sean Harris: Fifield
- Rafe Spall: Millburn